# Jikji
Jikji (także Buljo jikji simche yojeol, Jikji simche yojeol, Jikji simche, Jikji simgy) – antologia tekstów buddyzmu zen, wydrukowana w 1377, najstarsza książka drukowana z użyciem ruchomych czcionek metalowych – powstała ponad 75 lat przed drukiem Biblii Gutenberga (1452–1455).
Podręcznik nauk wielkich mistrzów zen, napisany przez mnicha buddyjskiego Paegun Kyŏnghana. Księga składała się z dwóch tomów – jej pierwszy tom uznawany jest za zaginiony, drugi – zachowany do dziś – przechowywany jest we Francuskiej Bibliotece Narodowej. Wcześniejsza wersja Jikji wydrukowana przy użyciu czcionki drewnianej znajduje się w zbiorach Koreańskiej Biblioteki Narodowej.
W 2001 roku UNESCO wpisało Jikji na międzynarodową listę dokumentów o światowym znaczeniu historycznym lub cywilizacyjnym Pamięć Świata. Od 2005 UNESCO przyznaje co dwa lata nagrodę Jikji dla instytucji i osób prywatnych, które najlepiej realizują cele projektu Pamięć Świata. Nagroda fundowana jest przez rząd Korei Południowej.